# Honda Civic (Cuarta Generación)
En 1987, el Honda Civic de cuarta generación salió al mercado, rediseñado respecto a la generación previo, estéticamente/aerodinámicamente con mayores dimensiones y una línea de capó más baja. Se ofrecieron una amplia gama de modelos y niveles de equipamiento para diversos mercados alrededor del mundo. La cuarta generación introdujo suspensión trasera totalmente independiente en toda la gama de modelos y una distancia entre ejes de 2500mm. Además, el Honda CR-X siguió siendo parte de la familia Civic que incluyó los modelos HF, DX y el modelo Si en los EE. UU.

## Japón

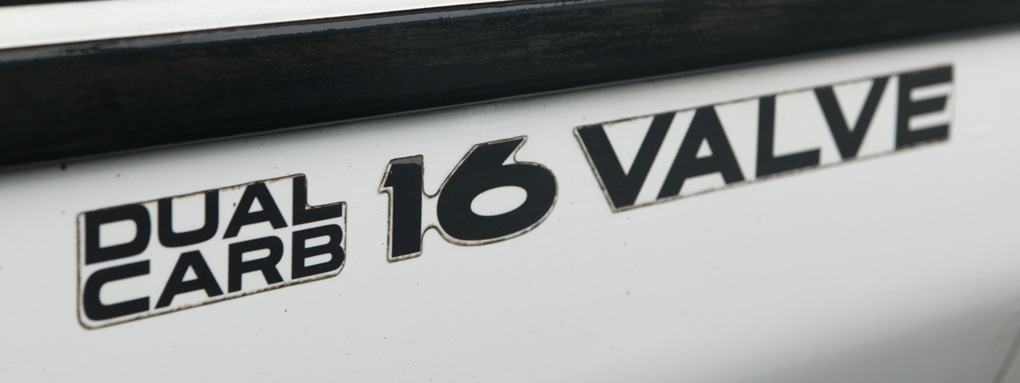
Adhesivo del Civic 25XT

Las mecánicas carburadas no estaban disponibles en el mercado Japonés (ni estadounidense) salvo el modelo más básico. El modelo base de la cuarta generación en venia con un 1.2L SOHC. No obstante en Japón el modelo base recibía un 1.3L SOHC mono-carburado, denominado en el país del sol naciente como 23L or 23U.
El modelo 1.5L SOHC fue la mecánica más vendida y equipada en diversas versiones y carrocerías, como características, había versiones inyección multipunto, mono-carburador y carburador doble. Esas mecánicas estaban disponibles en el Mercado Japonés bajo el nombre de 25X o 25XT. La versión Japonesa del modelo deportivo Si, inicialmente como la de más alta gama, montaba un motor D16A8/D16A9 (ZC) 1.6L 16V DOHC. Más tarde apareció una versión que superó al que había sido el modelo estrella en la anterior generación.
El wagon, conocido en Japón como Civic Shuttle, continuó estando en venta, pero su denominación comercial paso de ser "Shuttle Pro" a reemplazarse por una versión furgoneta de reparto llamada Honda Partner a partir del año 1996, año en que cesó el Shuttle tal y como se conoce. Este modelo se ofrecía con la misma caja de cambios de la anterior generación con reductora.

### Civic SiR

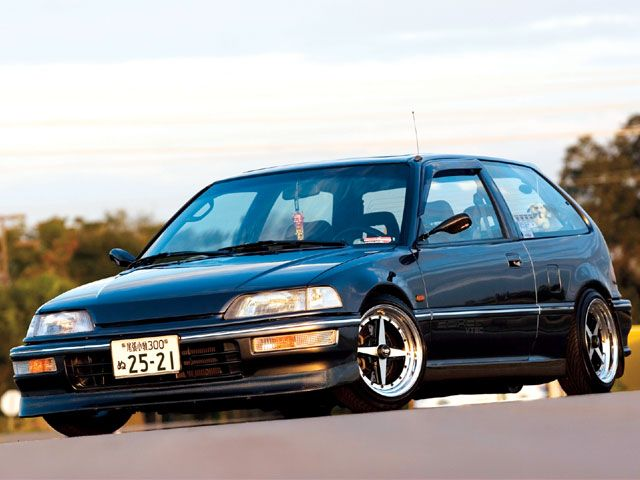
Honda Civic SiR Modificado

Había más en camino, en 1989 el nuevo tope de gama, de carrocería hatchback, se denominó 'Civic SiR. Este modelo iba equipado con un motor denominado B16A, la primera mecánica "B series" de honda para el mercado con el ingenioso sistema de distribución de válvulas variable llamada VTEC. Esta mecánica era una unidad de 1.6L que rendía 158cv(118kW) a 7600rpm con doble árbol de levas en cabeza (DOHC).
Al proporcionar dos perfiles diferentes en el árbol de levas - uno para el ahorro de combustible y uno para el rendimiento - los motores VTEC establecieron un precedente en los motores atmosféricos de altas revoluciones para las variantes de rendimiento futuro del Honda Civic. Con su peso ligero, suspensión independiente y motor de gran potencia, el coche fue bien recibido a nivel mundial, recibiendo "Golden Steering Wheel Award" en el diario alemán Bild am Sonntag, y primero en la clasificación de revista l'Automobile encuesta francesa de 1989, sobre la calidad y la fiabilidad del coche. Este modelo se ofrecía con una caja manual de cinco velocidades, no obstante el Civic SiR también recibió una versión con caja automática pero una potencia algo inferior (utilizando la misma mecánica) a la que generaba el modelo manual.

## Estados Unidos
Todos los modelos vendidos y fabricados en EE. UU. eran de inyección. Se suprimieron absolutamente todas las mecánicas carburación antiguas.
En 1989 el Civic recibió un ligero lavado de cara: Se cambió el paragolpe delantero, se modificó el diseño de las luces intermitentes delanteras, se rediseñaron las luces traseras, las molduras laterales se volvieron más lisas y se sustituyó la pantalla que cubre el indicador de velocidad. También se añadieron cinturones automáticos: Se trataba de un sistema incorporado en las puertas que al ser cerradas ajustaban los cinturones sin manipulación por parte de los pasajeros.

### Modelos disponibles

#### STD
Se trataba del modelo más barato y estándar en equipamiento. Asientos de vinilo, instrumentación básica y con una motorización única. Solo estaba disponible en carrocería Hatchback. Equipaba una mecánica D15B1 (1500cc 16V SOHC) que generaba 70cv de potencia. Se trataba de una modelo catalizado. Como transmisión se ofrecía una de 4 velocidades manual (5 en Canadá) o una de 4 velocidades automática.

#### DX
Disponible como Hatchback, Sedan y Wagon, tenía asientos de tela y opciones como elevalunas eléctricos, limpiaparabrisas trasero, reloj en el salpicadero, retrovisor en el lado del copiloto y tapacubos. El motor que montaba era un D15B2 (1500cc 16V SOCH DPFI) que rendía 92cv gracias a una culata monoarbol de 5 velocidades con embrague por cable y una automática de 5 velocidades.

#### LX

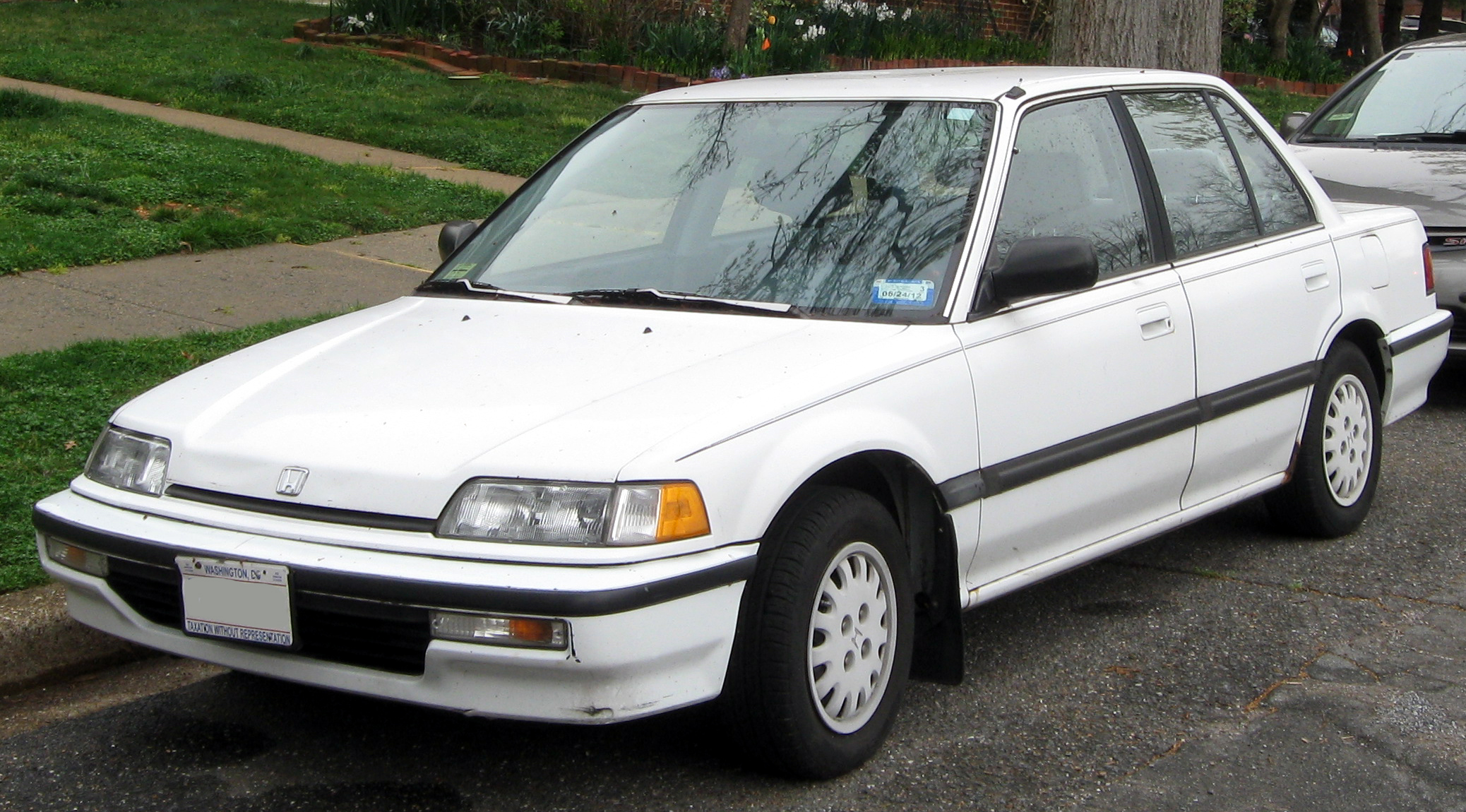
Civic Sedán

Disponible solo en Sedan, este modelo tenía un interior de mayor nivel con tacómetro en la instrumentación, elevalunas eléctricos, cierre centralizado, espejos laterales eléctricos, control de crucero, reloj en el salpicadero y tapacubos de serie. Montaba la misma mecánica que el DX, las modificaciones sobre este modelo solo eran de equipamiento.

#### EX
Solo disponible en carrocería Sedan en 1990 y 1991. Era el tope de gama en la línea del Civic con las mismas especificaciones que un LX. No obstante, mecánicamente equipaba un motor D16A6 (1600cc 16V SOHC MPFI inyección multipunto independiente a cada cilindro) rindiendo 108cv. También recibía una mejora en los frenos, pasando a tener discos de 10.3" de diámetro frente a los de 9.5" en los modelos anteriores y también en el Si. En el modelo de 1991 se modificó la cremallera de dirección, pasando a tener 3.1 vueltas de lado a lado en el volante frente 4 de modelos anteriores.

#### SI

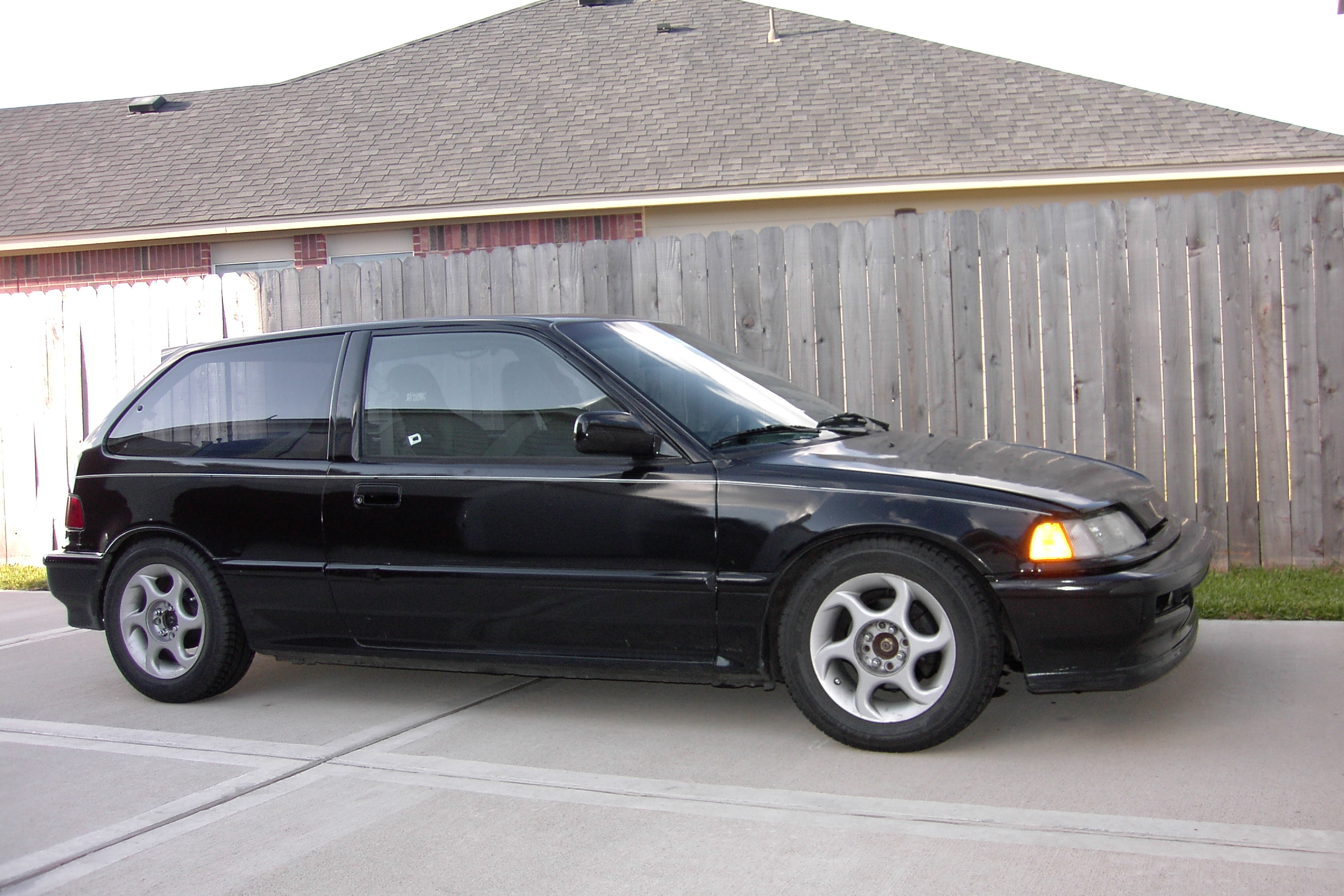
1991 Honda Civic Si

Inicialmente este acabado no se ofreció en la versión hatchback, siendo exclusiva para el CRX Si lanzado en 1988. Esto cambió tan solo un año después, cuando se introdujo el modelo del Civic Si equipando la misma mecánica que el CR-X, D16A6. Se trataba del modelo más deportivo del mercado americano, con un peso de 1035kg, y una aceleración de fábrica de 0–100km/h de 8.1 segundos y capaz de recorrer un cuarto de milla (400m) en 16.2 segundos a una velocidad de meta de 132km/h.
Comparándolo con la generación anterior, el Civic Si un modelo más ágil en paso por curva, debido a suspensiones de doble horquilla en las cuatro ruedas menor resistencia al viento gracias a una carrocería más ligera.Al igual que con todos los otros modelos, el Civic Si recibió una ligera mejora visual en 1990, destacando nuevos paragolpes y luces traseras.
Debido a la diferencia en la potencia del motor y las modificaciones entre los modelos estadounidenses y JDM, la segunda generación Si provocó una tendencia popular de SWAP (cambio de motor) en el mercado estadounidense, donde los modificadores reemplazarían el motor de origen por uno de B-series (DOHC) procedente del mercado japonés. Esto ocurrió sobre todo por la limitación a la hora de realizar preparaciones de mecánicas sobre la base de origen, el D16A6.

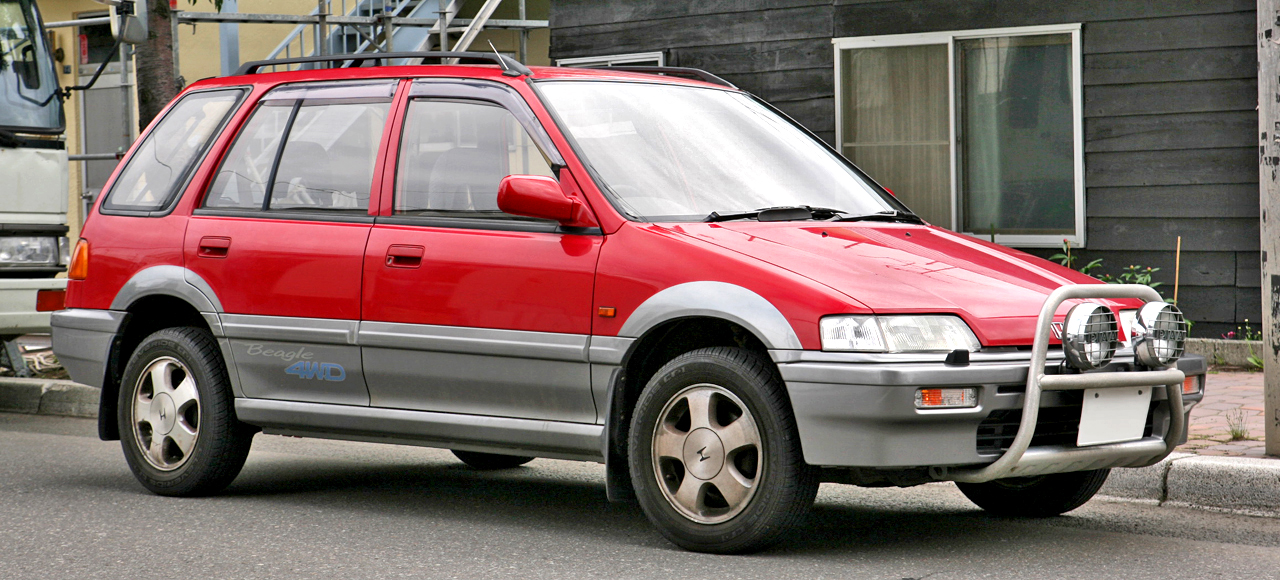
Honda Civic Wagon o Shuttle

#### Wagon
Esta versión estaba disponible en tracción delantera y RealTime4WD. La versión RT4WD equipaba la mecánica popular de la época D16A6 pero con una caja de 6 velocidades manual con reductora o de automática de 4 velocidades. Las versiones de tracción delantera equipaban la otra mecánica más utilizada en esta generación, la unidad D15B2 con una transmisión manual de 5 velocidades o automática de 4. Las versiones RT4WD tenían llantas de acero en color blanco con centradores de llanta a juego. Esta versión de carrocería se fabricó hasta el 21 de febrero de 1996, cuando fue reemplazado por el Honda Orthia y el Honda Partner, de venta exclusiva en Japón.

## Europa

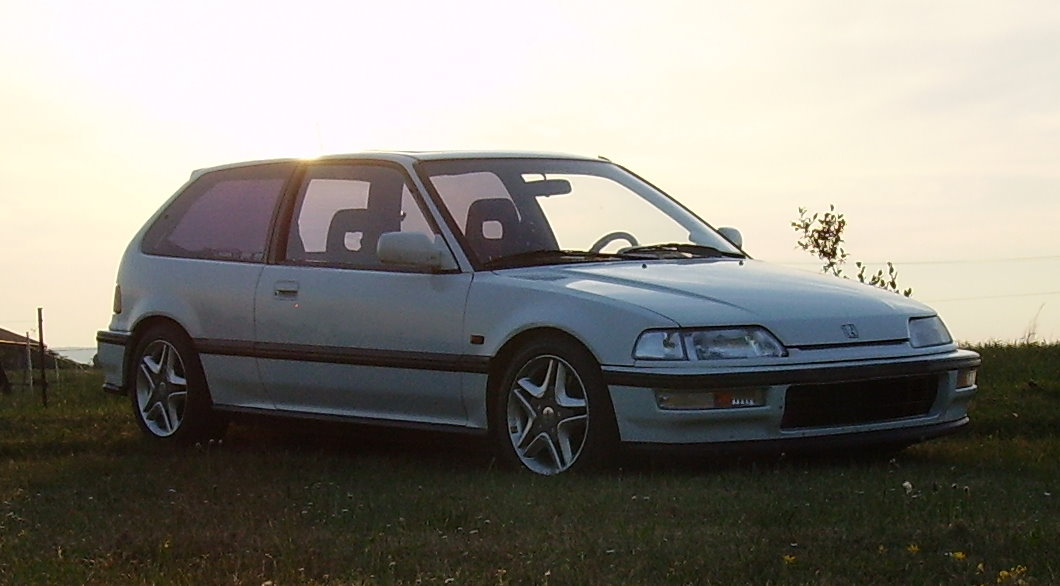
Civic EE9 (1.6-16i)

El catálogo para el mercado europeo era muy diferente al japonés o estadounidense. El modelo base en 1988 y 1989 equipaba un motor de 1300cc, sustituido posteriormente por un motor de 1400cc de doble carburador, no disponibles en EE. UU. o Japón. En 1990 se añadió como opcional a la versión estándar un motor de 1500cc de inyección.
Entre las versiones más deportivas, estaba la denominada como 1.6i GT o 1.6i-16 (dependiendo del país) con mecánicas D16Z5 (1600cc DOHC 124cv) o D16A9 (1600cc DOHC 130cv) respectivamente.
La versión más deportiva lanzada en Europa, era el modelo SiR japonés algo descafeinado, conocido como el modelo 1.6i-VT equipando el motor B16A1. Este modelo equipaba la tecnología VTEC diseñada para mejorar la eficiencia y a la vez un mayor rendimiento de potencia, alcanzando los 150cv.

## Sudáfrica
En Sudáfrica, se vendió bajo el nombre de Honda Ballade ofreciendo carrocerías hatchback, sedan, wagon y CR-X.

## Popularidad

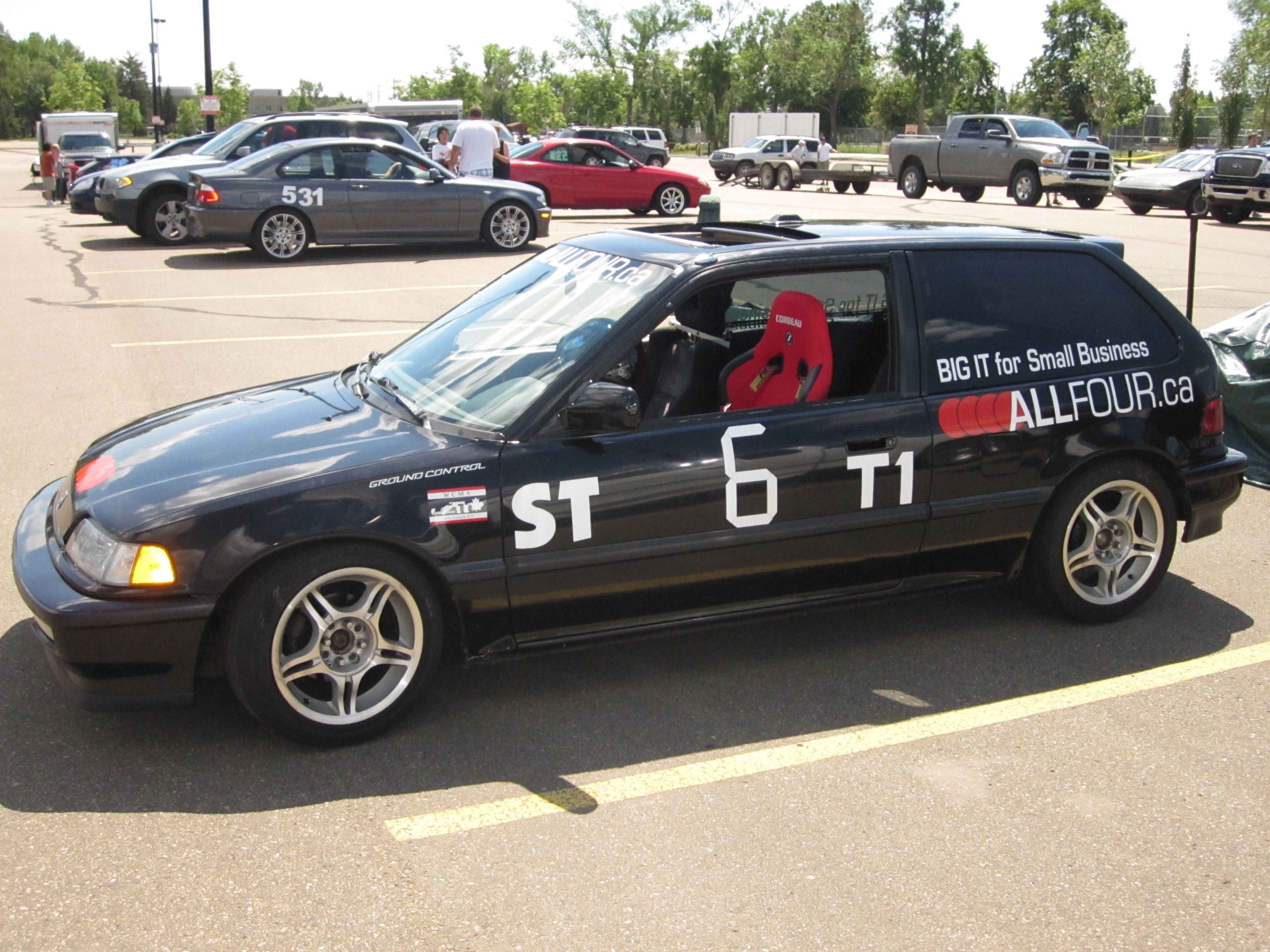
Civic preparado para tracks

Junto con el civic de quinta y de sexta generación, la cuarta generación es una de las más codiciadas por los fanes de los compactos de honda. Estos tres modelos deben su éxito de ventas y popularidad entre preparadores, gracias a su amplio catálogo de piezas de modificación tanto visuales como de rendimiento. Existen numerosas empresas dedicadas exclusivamente a la fabricación de piezas para estos modelos 20 años después de que dejaran de fabricarse.
A pesar de su imagen de vehículo económico, el hatchback de cuarta generación sigue siendo muy popular, especialmente en competiciones de autocross SCCA. El chasis EF casi domina por completo la categoría Street touring, tratando de competir con el Mazda MX-5 Miata. El Civic hatchback de cuarta generación se han convertido en una auténtica joya entre los entusiastas de Honda Civic, debido a su diseño ligero y el diseño de suspensión formidable, que rivaliza aún con generaciones posteriores en competiciones.
Cabe destacar también la popularidad de este modelo en las carreras drag o de 1/4 de milla, por su ligero chasis, especialmente en países como Estados Unidos, República Dominicana, Brasil y México.

## Galería

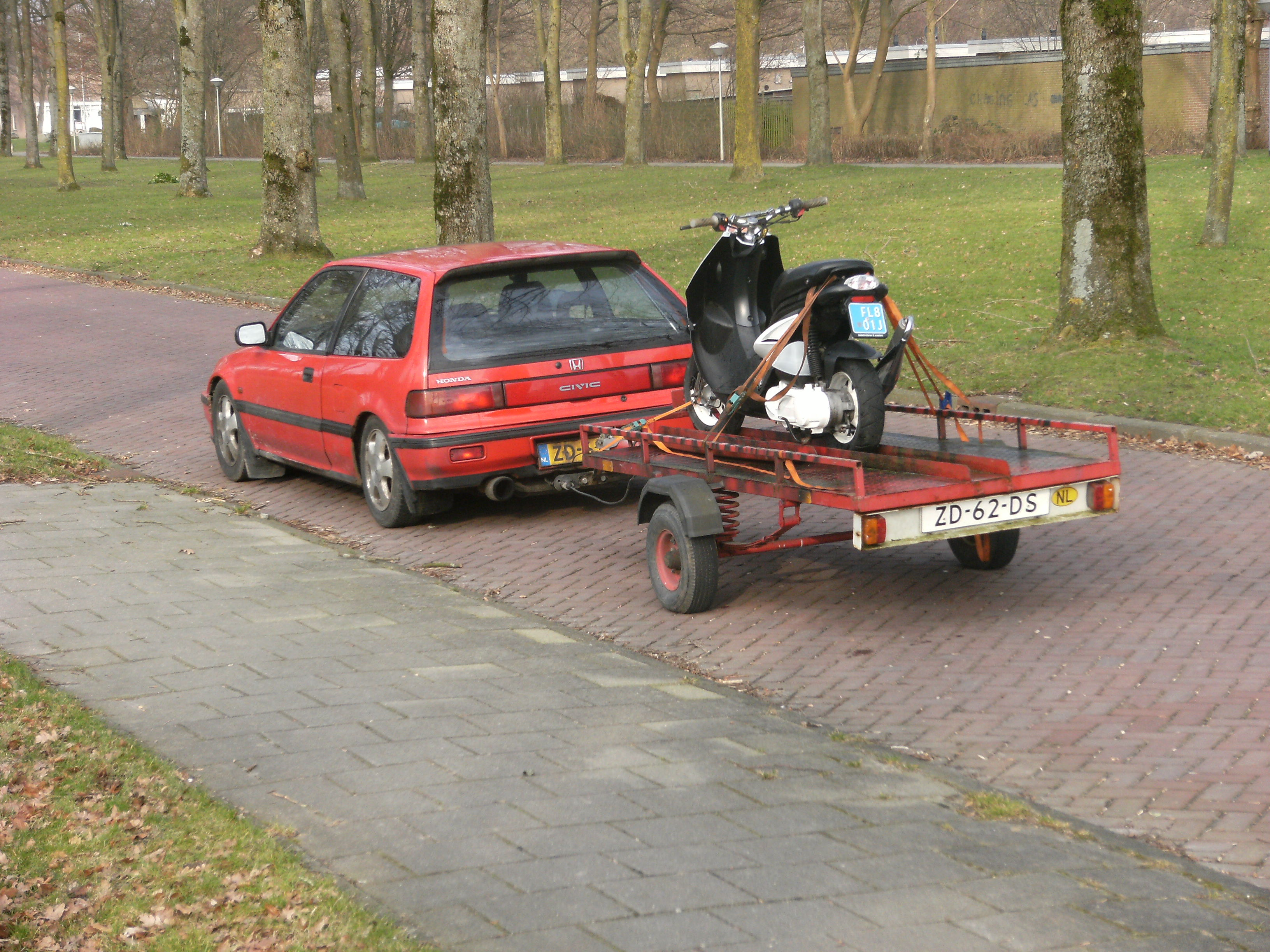
Civic con un carro de remolque
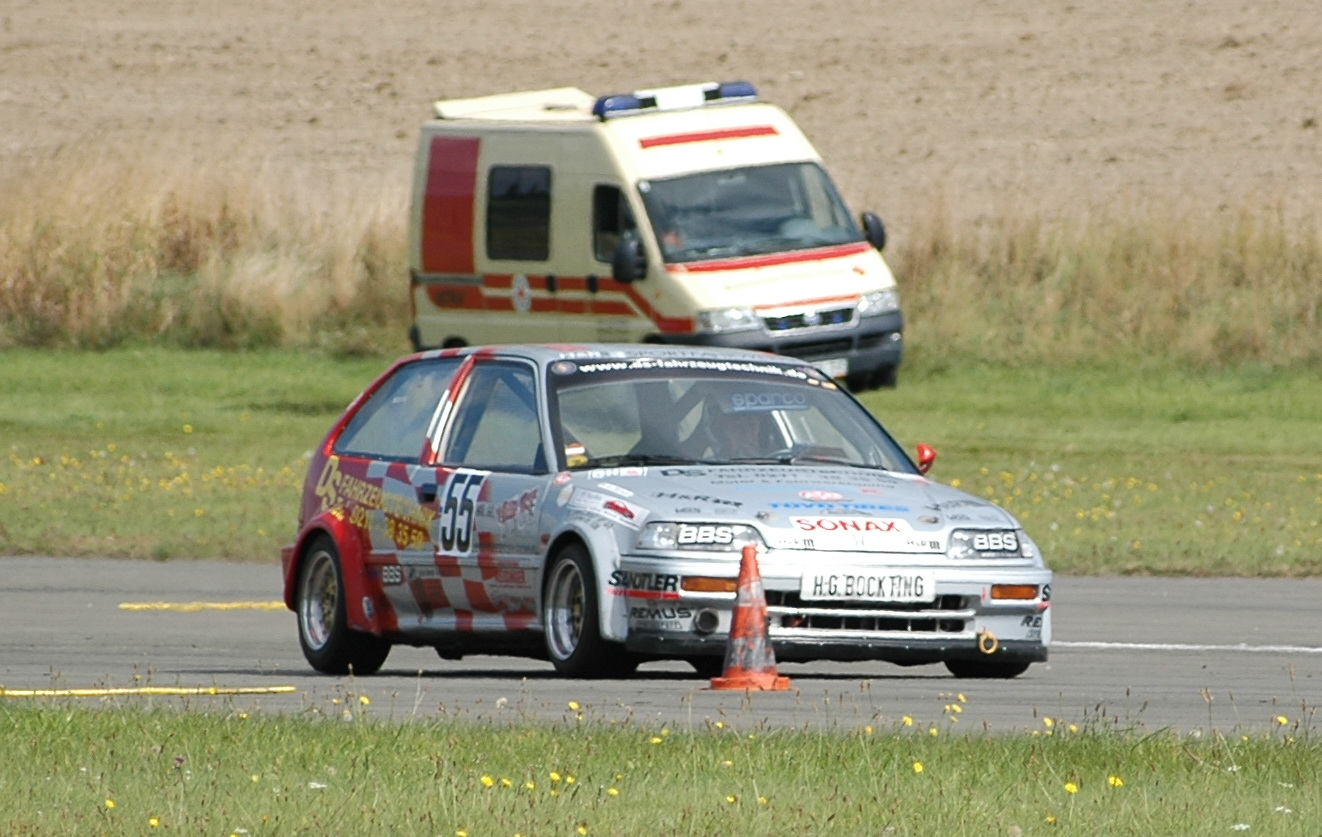
Civic en un Slalom en Alemania